# Куцокрил борнейський
Куцокри́л борнейський (Locustella accentor) — вид горобцеподібних птахів родини кобилочкових (Locustellidae). Ендемік Малайзії.

## Поширення і екологія
Борнейські куцокрили мешкають на схилах гір Кінабалу, Тамбуюкон і Трусмаді в штаті Сабах на півночі острова Калімантан. Вони живуть в підліску густих вологих гірських і хмарних тропічних лісів. Зустрічаються на висоті від 2135 до 3660 м над рівнем моря, переважно на висоті до 2745 м над рівнем моря. Живляться комахами та іншими безхребетними.